# William Frederick Denning
William Frederick Denning (25 de novembro de 1848 — 9 de junho de 1931) foi um astrônomo britânico.
Denning devotou-de à procura de cometas, tendo descoberto diversos deles, incluindo o cometa periódico 72P/Denning-Fujikawa e o cometa perdido D/1894 F1. Este foi o último cometa descoberto no Reino Unido até as descobertas de George Alcock.
Denning também estudos meteoros e novas, descobrindo a Nova Cygni 1920 (V476 Cyg). Recebeu a Medalha de Ouro da Royal Astronomical Society de 1898.

## Prémios e honrarias
- 1895 - Prémio Valz
- 1898 - Medalha de Ouro da Royal Astronomical Society[3]